# 美国纽约西区联邦地区法院
美国纽约西区联邦地区法院 （引用时缩写为W.D.N.Y.）是美国94个、纽约州4个联邦地区法院之一。该法院审理后的案件需上诉至第二巡回法院，专利及《塔克法案》相关的案件需上诉至联邦巡回区法院。
纽约西区法院是之前的纽约联邦地区法院的继承者之一，后者于1814年4月9日被分割成了南北两区，北区中后又被分出西区。